# Długie średniowiecze
Długie średniowiecze (fr. Un Long Moyen Âge) – zbiór artykułów Jacques’a Le Goffa opublikowanych w czasopiśmie „L’Histoire” w latach 1980–2004; w Polsce wydany w 2007 r. (w przekładzie Marii Żurowskiej) nakładem Wydawnictwa Uniwersytetu Warszawskiego.
Le Goff napisał Długie średniowiecze jako uzupełnienie swoich innych prac poświęconych średniowieczu, stanowią one popularyzację głównych tez badawczych autora na temat tej epoki. Le Goff przedstawia szerokie spektrum zagadnień: wyprawy krzyżowe, zakony żebracze, stosunek ludzi średniowiecza do pracy i do rozrywki, pozycję średniowiecznych kobiet czy portrety osób-wzorców postępowania (np. Świętego Ludwika). Obrazem średniowiecza wyłaniającym się z artykułów jest epoka, w której narodziły się prądy kulturowe, trwająca aż do początków XIX wieku.

## Długie średniowiecze – wprowadzenie
Jacques Le Goff przedstawia alternatywną wizję periodyzacji epok historycznych, nie zgadza się ze sztywnym podziałem na średniowiecze, renesans, barok i oświecenie, uznając, że epoka średniowiecza trwało od około VII–VIII wieku (a więc jest datowana o dwa wieki później niż zazwyczaj) do rewolucji w wieku XVIII, a miejscami aż do początku wieku XIX. Autor argumentuje taki podział epok historycznych wyodrębnieniem dwóch rodzajów czasu – cyklicznego, naturalnego, opartego na cyklu rocznych przemian w przyrodzie, oraz linearnego, związanego z historią.
Czas linearny dzieli się na „okresy”, będące czasem względnego spokoju, kiedy „społeczeństwo, cywilizacja, państwo, gospodarka zachowują spójność”. Okresy zanikają w drodze powolnych zmian albo nagłych przemian zwanych „rewolucjami”. Posługując się pojęciem okresu, można obserwować zmiany zachodzące w danej społeczności na wielu wymiarach oraz zauważyć zależność pomiędzy chęcią społeczeństw do stabilizacji a siłami wewnętrznymi i zewnętrznymi, które je przeobrażają. Tak opisał to zjawisko historyk Marc Bloch: „czas historyczny [jest] złożony z cienkich warstw czasów nakładających się na siebie”. Fernand Braudel w 1958 roku, opierając się na dokonaniach Marca Blocha, stworzył pojęcie „długiego trwania”, do którego odwołuje się Jacques Le Goff w „Długim średniowieczu”. Długie trwanie to okres powolnych zmian zachodzących w ramach czasu historycznego.
Periodyzacja jawi się Le Goffowi jako racjonalizacja, która zamiast wyjaśnić dokładnie zjawisko, upraszcza je i spłyca rzeczywistość historyczną, dlatego zarzuca ją na rzecz okresu długiego trwania. Między VII a XVIII wiekiem występowały ta sama zależność od gospodarki rolnej, brak zmechanizowanego wytwórstwa, podobny styl życia w miastach, silna obecność władz Kościoła, feudalizm, scholastyczne metody naukowe, głęboka wiara w cuda. Długie trwanie było sporadycznie przerywane okresami wzmożonego zainteresowania się kulturą i sztuką antyczną (łac. ad fontes ‘do źródeł’) tzw. renesansami. Dlatego też średniowiecze według Jacques’a Le Goffa dzieli się na:
- późną starożytność – ok. IV–VII w.
- wczesne średniowiecze – ok. VII–X w.
- renesans karoliński – IX w.
- piękne średniowiecze – XI–XIV w.
- renesans – XV–XVI w.
- późne średniowiecze – XVII–XVIII w.

Wyodrębnia jeszcze dwa okresy renesansu – narodziny nowożytnej nauki w XVII wieku oraz filozoficzne dokonania XVIII wieku. Koniec średniowiecza wiąże dopiero z końcem XVIII stulecia, z rewolucją przemysłową w Anglii w dziedzinie gospodarki i Wielką Rewolucją Francuską w dziedzinie politycznej, społecznej i umysłowej.

## Długie i piękne średniowiecze

### Średniowiecze Jacques’a Le Goffa
W tym artykule, będącym wywiadem przeprowadzonym dla L'Histoire, Jacques Le Goffe zajmuje się dokładnym wytłumaczeniem pojęcia „długiego trwania” w kontekście epoki średniowiecza. Tak pisze na stronie 24 Długiego średniowiecza:

Moje średniowiecze to właśnie to: w długim trwaniu historii okres wypracowania, budowania nowożytnego świata, który w XX wieku odrzucił owo względne umiarkowanie średniowiecza wobec wojny. Średniowiecze to nasza młodość; a może wręcz dzieciństwo.

Średniowiecze jest więc dla autora czasem naiwności, dominacji irracjonalności nad podejściem racjonalistycznym ("[Ludzi średniowiecza] interesowało wszystko, co irracjonalne, strach przed śmiercią i końcem świata").  Le Goff podkreśla wpływ myśli religijnej na życie ludzi w tej epoce historycznej – Biblia regulowała wszystkie obszary ich życia: kulturalne, polityczne i społeczne sposoby postępowania oraz była ostatecznym punktem odniesienia dla świata i społeczeństwa. Zauważa również, w średniowieczu tradycjonalizm katolicki ograniczał się głównie do Ewangelii, w której jedną z największych wartości jest ubóstwo, stąd tak duża popularność takich osób jak św. Franciszek z Asyżu. Z kolei radykalizm religijny według Le Goffa ograniczał się do szukania vita vere apostolica („życia prawdziwie apostolskiego”).
W tym rozdziale podaje również trzy wartości, które według niego charakteryzowały średniowieczną mentalność – wierność, poczucie hierarchii i honor.

### „Piękne średniowiecze istniało naprawdę”
Jacques Le Goff polemizuje w tym artykule z pojmowaniem średniowiecza jako „wieków ciemnych”. Krótko przybliża historię takiej negatywnej charakterystyki średniowiecza. Jej początek upatruje w krytyce scholastyki, zapoczątkowanej w XIV wieku, a rozpowszechnionej wśród humanistów w XV i XVI wieku. Ostatecznie umocnili ją filozofowie oświecenia, którzy według Le Goffa zarzucali średniowieczu, że było wiekiem ciemnoty, przeszkadzającym rozumowi we swobodnym rozwoju. Według Le Goffa pogląd na średniowiecze zmienił się tylko pozornie w epoce romantyzmu:

Przyjrzyjmy się romantyzmowi: z jednej strony zrehabilitował średniowiecze [jako] okres życia i pozytywnych namiętności; gotyk ostatecznie stał się modny, podobnie jak styl trubadurów, katedra zaistniała jako swoisty bohater idealny. Romantyzm zachował jednak przekonanie co do prymitywnego charakteru średniowiecza, w tym wypadku w sensie negatywnym.

Negatywny obraz średniowiecza Jacques Le Goff przeciwstawia swoją autorską koncepcją tzw. „pięknego średniowiecza”, epoki przypadającej na przełom XII i XIII wieku, zakończonej u schyłku rządów Ludwika Świętego około 1260 roku. Nastąpił wówczas znaczny rozwój nowego typu uprawy roli, tzw. trójpolówki, która znacznie podniosła liczbę zbiorów oraz ograniczyła klęski głodu, co z kolei doprowadziło do rozwoju demograficznego. Powstawały pierwsze szkoły miejskie przykatedralne oraz szkoły wyższe (uniwersytety, studium generale). Pierwszy prawdziwy uniwersytet powstał w Bolonii już w 1158 roku, następnie  otwarto Sorbonę (1215), później uniwersytety w Oksfordzie i Cambridge (początek XIII wieku). Jak zauważa Le Goff właśnie XIII wiek ogłoszono „stuleciem uniwersytetów”. Uniwersytet boloński specjalizował się w nauczaniu prawa, co doprowadziło do odrodzenia się prawa rzymskiego, następnie prawa kanonicznego, aż wreszcie spisano prawo zwyczajowe. „Piękne średniowiecze” było dla Le Goffa wiekiem słowa pisanego i czytelnictwa, wiekiem nauczycieli i studentów, w którym działali tacy intelektualiści jak Albert Wielki, św. Tomasz z Akwinu czy Raimundus Lullus. W wieku XIII rozwinęło się również budownictwo chrześcijańskie (tzw. „wiek katedr”) oraz pojawiły się nowe bardzo popularne zakony – franciszkanów i dominikanów, którzy głównie ograniczali swoją działalność do miast średniowiecznych.
W drugiej części „Piękne średniowiecze istniało naprawdę!” Jacques Le Goff wymienia niechlubne wydarzenia XIII wieku. Powołuje się na historyka Roberta Moore'a, który nazywa ten okres „epoką, w której narodziło się społeczeństwo o charakterze prześladowczym”. Społeczeństwo chrześcijańskie zaczęło bronić swojego terytorium i odsuwać od siebie wszystko, co mogło zagrozić jego hermetyczności. Jacques Le Goff wymienia kilka z takich „zagrożeń”. Pierwszym z nich byli Żydzi, których masowe prześladowania nasiliły się właśnie pod koniec „pięknego średniowiecza” poprzez jawnie antyżydowską politykę – zwalczanie lichwy i rozpoczęcie kampanii nawracania. Kolejnym zagrożeniem stała się ludzka seksualność, to w XIII wieku powstała instytucja chrześcijańskiego, monogamicznego i nierozerwalnego małżeństwa oraz wówczas zaczęto vendettę przeciwko sodomii utożsamionej wówczas z homoseksualizmem.

### Średniowiecze zakończyło się w 1800 roku
W tym artykule Jacques Le Goff przedstawia swoją argumentację na rzecz koncepcji długiego trwania w odniesieniu do średniowiecza.
Podstawowym elementem związanym z kulturą średniowiecza był według Le Goff jeden utrwalony wzorzec wartości i określony pogląd na człowieka. Ludzie średniowieczni wierzyli w ludzką abstrakcyjną i powszechną naturę, a podstawy wiary i prawdy znajdowali w Biblii, która w XIII wieku doczekała się rewizji tłumaczenia.
Chrześcijaństwo utrwaliło obraz małżeństwa jako nierozerwalnego związku kobiety i mężczyzny. Jak pisze Le Goff, większość teologów twierdziła, że Ewa otrzymała duszę bezpośrednio od Boga, co zrównało kobietę do pozycji mężczyzny:

Należy więc powtórzyć ponownie, że sobory nigdy nie rozważały kwestii kobiecej pod tym kątem [pod kątem posiadania przez kobietę duszy]. Chciały po prostu określić, czy pojęcie homo, Człowiek uniwersalny – odnosi się i do płci męskiej, i do płci żeńskiej. Odpowiedzi twierdzącej na to pytanie udzielił synod w Mâcon (585), ostatecznie przyjmując ogólny termin homo, a nie vir (wyłącznie mężczyzna).

Kobieta i mężczyzna tworzyli związek oparty na zgodzie obojga małżonków (przymus był jedną z przyczyn unieważniania małżeństwa), co z kolei wyzwoliło indywidualistyczny rys w pojmowaniu miłości „jako wewnętrznego przekonania, ściśle związanego z dogłębnym studiowaniem, rozważaniem własnej osoby”.
Kolejnym elementem charakteru człowieka średniowiecznego był kult pracy:

Dla człowieka średniowiecznego praca nie miała wartości materialnej: była niewdzięczna, ciążyła ciału. Miała jednak oblicze duchowe, twórcze, którego zawsze należało szukać.

Le Goff wspomina również dewizę benedyktynów: „Módl się i pracuj”, które miało wskazywać na przekształcanie pracy w materiał do wywyższenia duchowego samego siebie.
Człowiek średniowiecza według Jacques'a Le Goffa jest również wynalazcą czasu liczonego w sposób abstrakcyjny, zgodnie z godzinami monastycznymi w rytmie uderzeń dzwonów wynalezionych w VI–VII wieku. Powstał wtedy ścisły rozkład zajęć, do którego wszyscy ludzie musieli się dostosować.
Jak pisze Jacques Le Goff ludzie średniowiecza przejęli monarchię królewską opartą na koronacji i namaszczeniu Dawida, a król Izraela stał się pierwowzorem wszystkich monarchów. Pamiętali jednak krytykę posiadania króla, którą Bóg skierował do ludu wybranego ustami proroka Samuela:

Oto jest prawo króla mającego nad wami panować: Synów waszych będzie on brał do swego rydwanu i swych koni, aby biegali przed jego rydwanem. I uczyni ich tysiącznikami, pięćdziesiątnikami, robotnikami na roli swojej i żniwiarzami. Przygotowywać też będą broń wojenną i zaprzęgi do rydwanów. Córki wasze zabierze do przyrządzania wonności oraz na kucharki i piekarki. Zabierze również najlepsze wasze ziemie uprawne, winnice i sady oliwkowe, a podaruje je swoim sługom. Zasiewy wasze i winnice obciąży dziesięciną i odda ją swoim dworzanom i sługom. Weźmie wam również waszych niewolników, niewolnice, waszych najlepszych młodzieńców i osły wasze i zatrudni pracą dla siebie. Nałoży dziesięcinę na trzodę waszą, wy zaś będziecie jego sługami. Będziecie sami narzekali na króla, którego sobie wybierzecie, ale Pan was wtedy nie wysłucha.

W oczach średniowiecznych ludzi Król pozostaje więc Królem, dopóki nie łamie Prawa i nie sprzeniewierza się własnej roli. Takie pojmowanie monarchii miało odzwierciedlenie w tzw. sporze o inwestyturę, w której cesarz i papież rywalizowali ze sobą o władztwo na ziemi, każdy odwołując się do swojej pozycji Bożego Pomazańca.

## Blaski i cienie średniowiecznego chrześcijaństwa

### Krucjata – Część I: I Jerozolima stała się marzeniem. Kronika wielkiego nieszczęścia
W tym artykule Jacques Le Goff przedstawia przyczyny, które doprowadziły do wyruszenia chrześcijan na krucjaty do Ziemi Świętej:
- rozwój rycerstwa;
- chęć zysku, sławy;
- chęć uniknięcia kary więzienia;
- rozdrobnienie feudalne;
- koncepcja świętej wojny sprawiedliwej (św. Augustyn) – wojna pozostaje sprawiedliwa, dopóki ma na celu obronę własną, odzyskanie zagarniętych ziem, ukaranie zdrady wasala lub heretyków[10];
- nawoływanie papieża Aleksandra II (1063) do rekonkwisty przeciwko muzułmanom;
- wezwanie papieża Urbana II (1095) do wyprawy krzyżowej.

### Krucjata – Część II: I chrześcijaństwo wymyśliło „sprawiedliwą wojnę”
W tym artykule Jacques Le Goff skupia się na koncepcji wojny sprawiedliwej, wprowadzonej w artykule poprzednim – jak pisze: „Chrześcijanie (...) musieli schrystianizować wojnę.” Rozpoczyna od ponownego powołania się na św. Augustyna, dla którego wojna jako jedna z konsekwencji grzechu pierworodnego jest niemożliwa do uniknięcia. Jednocześnie św. Augustyn jasno punktował sytuacje, w których wojnę inspirują „niegodne” przyczyny: „chęć wyrządzenia szkody, okrucieństwo w zemście, duch bezlitosny, a niezaspokojony, pragnienie dominacji oraz podbój”. Z tego wynikało, że jedynie wojna obronna jest sprawiedliwa.
Jacques Le Goff zaznacza, że wojnę, jako integralnie związaną z grzechem, uważano za z natury złą, godną potępienia, bo prowadzącą do rozlewu płynu nieczystego, czyli krwi. Ostatecznie jednak grzeszna wojna stała się przywilejem świeckich. Do takiego pojmowania wojny nawiązywał podział społeczeństwa chrześcijańskiego na:
- oratores – ci, którzy się modlą (duchowieństwo świeckie i zakonne, mnisi);
- laboratores – ci, którzy pracują (mieszczaństwo i chłopi);
- bellatores – ci, którzy walczą (możnowładztwo: szlachta, rycerstwo).

Wojowników dowartościowano poprzez ich zestawienie z Chrystusem (miles Christi – wojownicy Chrystusa), do czego nawiązywało każdorazowo pasowanie na rycerza naznaczone obrządkiem religijnym. Religia chrześcijańska, jak zauważa Le Goff, od początku chciała kontrolować „wojowanie”, już w 1000 roku w ramach tzw. „ruchu pokojowego” powstała instytucja rozejmu Bożego. Zgodnie z nim wojownicy „musieli powstrzymać się od prowadzenia wojen przez określony czas w roku lub na polecenie Kościoła czy panującego, albo w wyniku porozumienia między nieprzyjaciółmi”. Dzięki temu uzyskiwano względną równowagę pomiędzy pokojem a nieuniknioną wojną.
W latach 1120-1130 redagowano tzw. dekret Gracjana, który stanowił oficjalne stanowisko Kościoła wobec wojny:

Wojna była sprawiedliwa, jeśli prowadziło się ją w intencji prawej, pod wodzą prawowitego autorytetu i w celu obronnym lub dla odzyskania dóbr niesprawiedliwie odebranych.

Teorię uściślił jeszcze kanonista Rufin w Summa decretorum (ok. 1157 r.). Według Rufina wojnę sprawiedliwą określały trzy kwestie:
1. „osoba tego, kto ją wypowiedział: niechaj ten, kto rzeczywiście wypowiedział wojnę lub zezwolił na nią, ma prawo ją prowadzić”.
2. „osoba tego, który ją prowadzi: niechaj ten, kto prowadzi wojnę, czyni to z żarliwością przepojoną dobrocią i niechaj walczy, nie wywołując zgorszenia”.
3. „osoba tego, kto musi znosić wojnę: niechaj zasłuży na to, by cierpieć z powodu wojny, albo przynajmniej, w myśl słusznych przypuszczeń, niech uchodzi za tego, kto na nią zasłużył”.

### Chrześcijaństwo wyzwoliło kobiety
W tym artykule Jacques Le Goff opowiada o pozycji kobiety w średniowieczu, która była szczególna. Zaczyna od stwierdzenia, że w średniowieczu Kościół był osobowy i utożsamiany z Ewą, co automatycznie wiązało go z uczestnictwem w grzechu pierworodnym. Chrześcijańskim światem kierowała więc nieidealna, ludzka instytucja, nie wolna od grzechu, słabości i błędów. Niektóre egzegezy Księgi Rodzaju, jak zauważa Le Goff, widziały w pierwszej kobiecie swoistą pokutę Boga, który najpierw chciał stworzyć człowieka aseksualnego, łączącego w sobie pierwiastki kobiecy i męski, z tego wynikało, że rozróżnienie na płcie było wtórne. Ewa pojawiła się już po stworzeniu reszty świata z żebra Adama, co św. Tomasz z Akwinu interpretował tak: „żebro to środek ciała i gest ten ustanowił równość Adama i Ewy”. Jak zaznacza Le Goff, chociaż równość kobiety i mężczyzny była dla chrześcijan czymś oczywistym, jednak wobec myśli filozoficznej ówczesnych czasów była rewolucyjna. Kobiety musiały być szanowane, co ostatecznie zaowocowało w 1215 roku sformalizowaniem przez Sobór Laterański IV aktu małżeństwa, poprzez jego wyniesienie do rangi sakramentu świętego i uznanie jego obowiązywania dopiero po uzyskaniu zgody obojga narzeczonych. Małżeństwa zawierane z przemocy czy pod presją były więc nieważne w oczach Kościoła.
W dalszej części artykułu Jacques Le Goff tłumaczy, dlaczego chrześcijaństwo odsunęło kobiety od kapłaństwa. Było to dziedzictwem archaicznych wierzeń wywodzących się jeszcze ze Starego Testamentu, w którym ze względu na comiesięczne krwawienie kobiety uznawano w tym okresie za nieczyste i całkowicie odsuwano od życia religijnego. W kapłaństwie wciąż istnieje silny wymiar symboliczny, który nie może być wystawiony na miasma (gr. 'zmaza religijna').
Jacques Le Goff mówi również o kulcie Maryi, którą w pewnych momentach uznawano prawie za czwartą osobę Trójcy Świętej pomimo zadeklarowanego monoteizmu.
Le Goff wspomina również o świętych kobietach chrześcijaństwa, m.in. o bł. Hildegardzie z Bingen, wielkiej nadreńskiej ksieni, mistyczce, sawantce i autorytecie intelektualnym epoki.

### Odrzucenie przyjemności
Jacques Le Goff w tym artykule mówi o nowej etyce seksualnej, która zapanowała pod wpływem chrześcijaństwa. W średniowieczu nastała era dziewictwa i poniżania ciała, co było czymś nowym w świecie grecko-rzymskiej cywilizacji. Le Goff sugeruje, że czynnikiem, który mógł skłonić pogańskich Rzymian do radykalnej czystości, był zapowiadany, nieuchronny koniec świata. Jak ostrzegał św. Paweł:

Mówię, bracia, czas jest krótki. Trzeba więc, aby ci, którzy mają żony, tak żyli, jakby byli nieżonaci.

Chrześcijaństwo powiązało seksualność z grzechem. Nie było jednak jednego grzechu cielesnego, bo można wyodrębnić przynajmniej trzy jego odmiany:
1. nierząd
2. pożądanie
3. rozwiązłość

Dalej Le Goff wspomina Pieśń nad Pieśniami, będącą hymnem na cześć miłości małżeńskiej, którą interpretowano alegorycznie jako związek Jahwe z Izraelem (judaizm) lub Boga z wierną duszą bądź Chrystusa z Kościołem (chrześcijaństwo). Również Nowy Testament chwali związek małżeński jako monogamiczny, nierozerwalny, co prowadziło do potępienia cudzołóstwa (Mt 27) i rozwodu (Mt 19, 2-12; Mk 10, 2–22; Łk 16, 18). Do czystości nawoływał św. Paweł, który wezwanie do dziewictwa i wstrzemięźliwości oparł na poszanowaniu ciała ludzkiego jako „przybytku Ducha Świętego”, co z kolei prowadziło do utożsamienia ciała z „przybytkiem diabelskim”.
W Biblii potępiono również nierząd (1 Kor 6, 19–20), który później św. Jan Kasjan w swoich Rozmowach rozróżnił na: niedozwolony stosunek seksualny, masturbację, bezwiedną erekcję i wytrysk.
Chrześcijańscy myśliciele stworzyli szereg tzw. traktatów o dziewictwie (Tertulian, Ojciec Kościoła Cyprian, Metody z Olimpu), którzy wielką czcią otaczali konsekrowane dziewice jako oblubienice Chrystusa. Jak zauważa Le Goff, to od kobiet rozpoczął się ustrukturyzowany ruch ascetyzmu chrześcijańskiego, czyli wielkiego ruchu zachęcającego do ucieczki na pustynię i poszukiwania czystości seksualnej. Asceta ciągle był wystawiony na pokusy Szatana (kuszenie świętego Antoniego).
W dalszej części artykułu Le Goff mówi o tym, w jaki sposób Kościół regulował seksualność wiernych. Od VIII wieku pobożni małżonkowie  mogli współżyć jedynie przez dziewięćdziesiąt jeden do dziewięćdziesięciu trzech dni w roku (nie licząc okresów „nieczystości kobiecej”, czyli miesiączki, ciąży i okresu post partum). Dążenie do wstrzemięźliwości miało również podłoże stanowe i opierało się na pogardzie dla wieśniaków. Tak do wiernych w VI wieku zwracał się biskup Cezary z Arles:

Wszyscy trędowaci najczęściej rodzą się nie z ludzi oświeconych, którzy zachowują wstrzemięźliwość w dni zakazane i w święta, lecz najczęściej z prostaków, którzy nie potrafią zachować wstrzemięźliwości.

Uważano więc powszechnie, że takie choroby jak trąd czy dżuma miały swoje miejsce w prowadzeniu się danego człowieka, co więcej takie choroby były dziedziczne i przechodziły na pokolenia następne. Powszechne było również przekonanie o wyuzdaniu seksualnym wśród ubogich.
Le Goff wspomina również Burcharda (Brocarda), biskupa Wormacji, który w latach 1008-1012 napisał summę prawa kościelnego Dekret. Jedną z jego części stanowił podręcznik pokutny dla spowiedników, w którym część miejsca poświęcono właśnie grzechom względem czystości.

### Świat chrześcijański, czy to pojęcie nowe?
W tym artykule Jacques Le Goff przedstawia najważniejsze wydarzenia, które doprowadziły, do trwałych podziałów w świecie chrześcijańskim:
- 1054 – rozpad chrześcijaństwa na łacińskie i greckie (Wielka schizma wschodnia);
- 1095-1270  – epoka wypraw krzyżowych;
- 1453 – upadek Konstantynopola.

Wydarzenia te odcisnęły trwałe piętno na chrześcijaństwie i doprowadziły do rzeczywistego końca „krótkiego średniowiecza” w XVI wieku, ale jak zauważa Jacques Le Goff, powołując się na Alphonse'a Dupronta:

Kiedy wielkie chrześcijańskie średniowiecze umarło, pozostało inne średniowiecze, najmniejsze i jakby wstydzące się samo siebie, gdyż coraz częściej nazywało się Europą.

Jacques Le Goff wymienia również to, co zawdzięczamy do tej pory epoce średniowiecza:
- powieść (pojawiła się w XII wieku);
- teatr europejski (XII-XIII wiek);
- języki poszczególnych narodów (XI-XII wiek);
- wartości i praktyki moralne;
- solidarność wyrażana w kategoriach braterstwa i miłosierdzia.

## Miasta, bracia, król

### Zakony żebracze
Jacques Le Goff w tym artykule opowiada o dwóch największych zakonach żebraczych – dominikanach i franciszkanach. Oba te zgromadzenia założono w XIII wieku, ich członkowie byli dla siebie braćmi zakonnymi żyjącymi pośród ludzi. Kierowała nimi kapituła generalna, która co trzy lata wybierała mistrza generalnego dla dominikanów oraz ministra generalnego dla franciszkanów. Założono je ze względu na prężnie rozwijający się ruch urbanizacyjny jako zgromadzenia, które miały zajmować się sprawami miast. Żeby oba zgromadzenia nie naruszały swoich kompetencji, w 1268 roku papież Klemens IV wydał dekret Quia plerumque, w którym wyznaczono minimalną odległość pomiędzy klasztorami franciszkańskim i dominikańskim w mieście (ok. 500m).
Jak zauważa Le Goff, zakony żebracze parały się kaznodziejstwem i skupiały się na dotarciu Słowem do wiernych, dlatego różnicowały kazania pomiędzy różne grupy społeczno-zawodowe. Nie ograniczały się do niedzielnych homilii, ale wychodziły na place i tam też głosiły Słowo Boże. Zajmowały się sprawami wiernych i okazywały wielką gorliwość  w przygotowywaniu do życia wiecznego poprzez posługę przy umierających. Propagowały koncepcję czyśćca, która narodziła się pod koniec XII wieku. Krzewiły też kult maryjny i uczyły nowego typu modlitwy – modlitwy różańcowej. Stały się również orędownikami nowej formy spowiedzi, dokonywanej od 1215 roku (Sobór Laterański IV) przy konfesjonale i pisały liczne podręczniki dla spowiedników.

### Koronacja Ludwika Świętego[14]
Jacques Le Goff w tym rozdziale opowiada o koronacji Ludwika IX Świętego w 1226 roku, która stała się wzorem dla wszystkich przyszłych koronacji królewskich we Francji.
Nadzwyczajna pozycja króla z dynastii Kapetyngów ujawniała się w jego koronacji, mającej charakter sakralny, religijny, kapłański i cudotwórczy. Król był rex a Deo coronatus, koronowany przez Boga. Cała procedura koronacji została zobrazowana w ordo z 1250 roku na szesnastu miniaturach:
1. Pasowanie na króla – władca otrzymywał szereg przedmiotów, które opat z Saint-Denis złożył na ołtarzu, co zwiększało świętość darów ze względu na kontakt z najświętszą częścią kościoła. Król zdejmował szaty i rozpoczynał się „obrzęd przejścia” ze stanu kandydata na króla do stanu prawdziwego króla. Otrzymywał wówczas: obuwie zdobione kwiatami lilii, złote ostrogi i miecz.
2. Wprowadzenie w ciało władcy mocy nadnaturalnych – namaszczenie, którego dokonywał biskup Reims za pomocą Świętego Krzyżma ze Świętej Ampułki. Od tego momentu król stawał się Bożym Pomazańcem i pośredniczył pomiędzy swoim ludem a Bogiem.
3. Przekazanie właściwych insygniów królewskich – szafirowej tuniki w złote lilie i kapy od skarbnika oraz pierścienia, znaku godności królewskiej i wiary katolickiej, berła oraz dłoni sprawiedliwości od arcybiskupa.
4. Ukoronowanie – nałożenie korony.
5. Intronizacja – wprowadzenie króla na wywyższony tron.

Religijny charakter koronacji dopełniały przysięgi składane przez króla:
1. Ochrona Kościoła w osobach i jego dobrach.
2. Zaprowadzenie pokoju i sprawiedliwości i dawanie dowodów miłosierdzia..
3. Obrona świętej wiary katolicką i obranie kuratelą kościołów.

Po koronacji król stawał się de facto człowiekiem Kościoła, świeckim odpowiednikiem biskupa. Król Francji stał ponad wszystkimi innymi królami chrześcijańskim, ponieważ namaszczano go cudownymi olejami z relikwii Świętego Krzyżma, był rex christianissimus, „królem arcychrześcijańskim”.
Jak zauważa Jacques Le Goff królowie Francji mieli również moc cudotwórczą, ponieważ przypisywano im magiczną zdolność uzdrawiania przez dotyk zapalenia węzłów chłonnych na tle gruźliczym, czyli skrofułów (morbus regius, „choroby królewskiej”).

### Życie prywatne Ludwika Świętego[15]
W tym artykule Jacques Le Goff opowiada o życiu prywatnym Ludwika Świętego, głównie o jego małżeństwie z Małgorzatą Prowansalską. Małżeństwo królewskie zawarli w 1234 roku; do ślubu bardzo dążyła Blanka Kastylijska, matka młodego króla, wieloletnia regentka Francji oraz ojciec panny młodej, hrabia Prowansji Rajmund Bérenger V.
Ludwik Święty był doskonałym małżonkiem chrześcijańskim, który stosował się do zaleceń Kościoła, m.in. wziął pod uwagę tzw. „noce Tobiasza”, czyli trzy następujące po ślubie doby, które muszą minąć, zanim małżonkowie połączą się cieleśnie. Ludwik Święty dotrzymywał również innych zakazów wynikających z kalendarza liturgicznego, powstrzymywał się od stosunków seksualnych, pościł, nie współżył żoną podczas jej menstruacji. Pomimo dużej wstrzemięźliwości seksualnej, doczekał się z Małgorzatą aż jedenaściorga dzieci. Ludwik Święty stał również na straży powszechnego porządku i starał się wykorzenić bluźnierstwo, lichwę i prostytucję.

### Portret władcy idealnego[15]
W tym artykule Jacques Le Goff opowiada o zasługach Ludwika Świętego wobec monarchii francuskiej. Według Le Goffa od początku swoich rządów Ludwik IX starał się być urzeczywistnieniem wzorca osobowego ze „zwierciadeł królów”, czyli zbiorów opowieści parenetycznych na temat władzy królewskiej. Doprowadził do wydania szeregu dzieł dotyczących moralizatorstwa:
- O wychowaniu dzieci królewskich (De eruditione filium regalium) Wincentego z Beauvais (1245-1248);
- O moralnych zasadach księcia (De morali principis institutione) tegoż (1260; 1263);
- O wychowaniu książąt (De eruditione principium) j.w.;
- Moralizatorski sen Faraona albo o wiedzy królewskiej (Morale somnium Pharaonis sive de regia disciplina) Jana z Limoges (1255-1260);
- Wykształcenie królów i książąt (Erudition regum et principum) Gilberta z Tournai (1259);
- Nauki Ludwika IX Świętego (1259)[2].

### Biografia a jednostka: „Czy Ludwik Święty istniał naprawdę?”[15]
W tym artykule Jacques Le Goff tłumaczy, dlaczego zdecydował się napisać biografię Ludwika IX Świętego:

W tej części chciałbym wyrazić uznanie dla gatunku biograficznego, pod warunkiem że unika anachronizmu: gatunek biograficzny staje się pomostem między dzisiejszą mentalnością a mentalnością epok przeszłych. Będzie to niczym akt wiary w "historię rozumianą jako popularyzacja".

Jacques Le Goff, mówiąc o tym, jak bardzo zależało Ludwikowi IX na wypełnieniu swojego wzorca osobowego, powołuje się na źródło z epoki, Czyny Ludwika Świętego króla Francji Jeana de Joinville'a. Królowi zależało na osiągnięciu umiaru w każdym aspekcie życia i unikaniu zarówno niedomiaru, jak i nadmiaru (upodobanie do mediocritas, czyli tego, co zwykłe, zdroworozsądkowe). Kierował się w życiu maksymą: „Święty to ktoś, kto dobrze żył i kto w życiu codziennym wyrażał swoją świętość”, dlatego Ludwik wypełniał liczne posługi, naśladując w tym działania Chrystusa: odwiedzał trędowatych, był uczynny wobec wszystkich, składał dowody szacunku hierarchii kościelnej. Chętnie edukował poddanych w nauczaniu Kościoła, stosując rozpowszechniane przez cystersów exempla, krótkie, budujące opowiastki. Chciał nawracać słowem i przykładem.
Ludwik IX starał się wprowadzać w życie ideał władcy prud'homme – człowieka śmiałego, odważnego, dwornego, ale kierującego się w życiu roztropnością.

## Świat wyobraźni

### Tajemnica sztuki odkryta: krew Chrystusa i owoc winnego krzewu[19]
W tym artykule Jacques Le Goff opowiada o kulcie Chrystusa związany z tematyką Tłoczni Mistycznej. Artykuł otwiera cytat z Ewangelii wg św. Jana:

Ja jestem prawdziwym krzewem winnym, a Ojciec mój jest tym, który [go] uprawia.

Symbolem tego kultu, rozpowszechnionego w XIV wieku, był obraz „Chrystusa, miażdżącego stopą kiście winogron, z ran którego płynie krew, mieszając się z winem tryskającym z kiści.” Jacques Le Goff interpretuje ten obraz jako ofiarę Jezusa, z której płynie ożywczy płyn z krwi i wina. W tłoczni mieszają się ze sobą gniew i cierpienie tłoczącego, ponieważ on sam też jest miażdżony.
Jak zauważa Jacques Le Goff, krew w XIII wieku zajęła główne miejsce w pobożności, dzięki kultowi relikwiarzy, zawierających krople krwi Chrystusa oraz cudu eucharystycznego z 1263 roku w Bolsenie, kiedy kapłan odprawiający mszę świętą zobaczył krwawiącą hostię, która zbroczyła karbunkuł. To wydarzenie zaowocowało uznaniem dogmatu o rzeczywistej obecności Ciała Chrystusa w Eucharystii.

### Czy Jezus się śmiał?
Jacques Le Goff w tym artykule opowiada o śmiechu jako zjawisku ideowym. W średniowieczu łacińskim istniały dwa określenia – ridere (śmiech) i derisio (szyderstwo), wokół których oscylowano. Sam charakter śmiechu dookreślano za pomocą przymiotników i wyrażeń. Istniały dwie sprzeczne definicje śmiechu – potępiająca (tradycja Ojców Kościoła) i uznająca śmiech za właściwość człowieka (tradycja Arystotelesa). Te dwie sprzeczne opinie doprowadziły do dysputy na Uniwersytecie Paryskim w XIII wieku: Czy Jezus się śmiał?
Wobec akademickiej teorii śmiechu powstała również druga kontrkulturowa, antyklerykalna związana z literaturą ludową, łotrzykowską, która przesuwała śmiech ku erotyce, skatologii i sprośności. W XII i XIII wieku pojawiła się przestrzeń do wyrażania komizmu w okresie karnawału.

### Cudowne Indie: „przedsionek raju”[2]
W ostatnim artykule Długiego średniowiecza Jacques Le Goff przedstawia, w jaki sposób ludzie średniowiecza widzieli Indie, które wydawały im się światem onirycznym, urzeczywistnieniem mitologii. Źródłem takiego postrzegania Indii była wyprawa Aleksandra Wielkiego (356-323) na to państwo, to Aleksander „objawił” je ludziom Zachodu jako kraj cudów i potworów. Dalej Le Goff przedstawia krótki spis najważniejszych dzieł starożytnych i średniowiecznych, w których pojawiły się fragmenty poświęcone Indiom:
- Historia naturalis Pliniusza Starszego (23-79);
- Collectanea rerum memorabilium Solinusa (III w n.e.);
- Etymologiae Izydora z Sewilii (VII w. n.e.);
- opisy encyklopedyczne z XII wieku i ich uplastycznienie na tympanonie bazyliki w Vézelay (XII w.), były pełne potworów i indyjskich cudów;
- List Księdza Jana (ok. 1160 r.) – tekst apokryficzny zawierający liczne, fantastyczne opisy Indii podpisany przez mitycznego księdza-króla Indii skierowany do cesarza bizantyjskiego Manuela Komnena (ok. 1122-1150) będący wyrazem troski średniowiecza o zagwarantowanie stosunków dyplomatycznych ze Wschodem;
- relacja Marca Polo (1254-1324), który pisał o Indiach jako o „kraju tysiąca wysp”.

We wszystkich tych relacjach Indie były krajem cudowności i niesamowitości.
Dalej Jacques Le Goff wspomina o tym, że w średniowieczu dominował obraz Indii jako „Raju na Wschodzie” prawdopodobnie ze względu na to, że było to najbardziej oddalone ze znanych miejsc. To tam miały żyć ludy Goga i Magoga, czyli ludy, które według Apokalipsy św. Jana miały zbuntować się przeciw Bogu u schyłku dziejów (Ap 20, 8). Wraz z Antychrystem miały uniemożliwiać ludziom dostanie się do Raju znajdującego się za ich ziemiami. Jeżeli Indie miały być ziemiami Goga i Magoga, wynikało z tego, że były one przedsionkiem Raju. Jednocześnie miały być „domem potworów”. Pierwsze rękopisy opisujące potworność Indii pochodziły z przełomu IX i X wieku, a ich treść utrwalano później na miniaturach, rzeźbach i rysunkach. Potwory miały uosabiać wszechmoc Boga, były dowodem jego nieograniczonej twórczości i miały jako antywzór wskazywać człowiekowi, kim nie powinien się stać, dlatego też często posiadały jakiś element ludzki.
Jak zauważa Jacques Le Goff, jednocześnie w Indiach miały istnieć stworzenia uosabiające czystość i niewinność, takie jak feniks, jednorożec czy drzewa Słońca i Księżyca, a sama kraina była wzorem urodzajności, z zawsze zielonymi drzewami, licznymi kruszcami, wielością miast i obfitością pokarmów.
Mieszkańcy Indii mieli dzielić się na dwie grupy – braminów i innych. Bramini byli „dobrymi dzikusami”, którzy Europejczykom przywodzili na myśl najgorliwszych chrześcijan: pobożnych, cnotliwych, chociaż niewykształconych. Pozostali mieszkańcy Indii byli „prawdziwymi dzikusami” – nie mieli ust, jedli własne odchody, byli kanibalami, chodzili nago i uprawiali kazirodztwo.
Jak zauważa Le Goff, Europejczycy przerzucali na Indie swoje najbardziej szalone pragnienia i wizję cudownej przyszłości.